# DAM★とも
DAM★とも（ダムとも）は、第一興商が運営する、通信カラオケ「DAM」と連動したSNSサイト。2008年12月サービス開始。第一興商が従来運営してきたDAMの公式WEBサイト「clubDAM.com」の会員サービスを発展させた形でスタートした。

## 概要
登録制で、入会金・年会費等は不要。ただしフルサービスの利用には、DAMの会員サービスである「club DAM MEMBERSHIP」への入会が別途必要になる。
2010年4月より、DAM★ともID登録のみの会員を「ライト会員」、club DAM MEMBERSHIP入会とID紐付けが完了しフルサービスを受けられる会員を「レギュラー会員」と呼ぶことになった。「ライト会員」でも、録音を聞く・お気に入り登録・リクエストなど基本機能を利用できるが、自らのカラオケを録音するためには別途club DAM MEMBERSHIPへ入会する必要がある（入会にはデンモクiDSおよびSmart DAMでclub DAM MEMBERSのIDを作成する必要がある。同時にDAM★ともIDも作成可能である。なお、ライト会員の場合はDAM★ともマイページ上から移行可能。
2010年10月に発売になった「LIVE DAM」から、会員間による多重録音が可能となった。最大4多重が可能であり、これにより遠隔地の人ともコラボ録音が可能となった。また、2012年10月から最大12多重録音が可能となったほか、動画に関しても最大6多重が可能となった。ただし多重録音・動画を行う場合には、これに対応したデンモク「デンモクiDS」および「Smart DAM」が必要であり、デンモクiDSおよびSmart DAMが設置されていない店ではLIVE DAM本体があっても多重録音は行えない。 
2012年4月にリニューアルが行われ、新機能および月額課金コースが追加された。月額課金コースは「300コース（315円/月）」「500コース（525円/月）」の2種類で、決済手段はクレジットカードのみ（クレジットカード以外の決済方法は2013年春に対応予定）。また新機能のほとんどはレギュラー会員であることが前提となる。
2012年10月に再びリニューアルが行われ、ICカードやおサイフケータイが不要になるなど改善された。同年11月以降も機能追加が行われる予定である。
2012年10月のリニューアルまでは、入会には専用アプリをインストールしたおサイフケータイ、またはclub DAM MEMBERSカードの作成（有料・525円）が必要であり、おサイフケータイおよびclub DAM MEMBERSカード無しでの登録・ログインは不可能であった。ただし、デンモクiDSが使用可能な店舗では、cdmカードではないICカードを用いてcdm用IDを発行でき、後述のDAM★ともIDとの紐付けが可能。これによりデンモクiDS対応店舗のみではあるが、cdmカード以外のICカードでのログインが可能となっていた。
2012年10月以降は、おサイフケータイやICカードに紐付けすることも可能である。DAMステーションとデンモクiDはcdmカードやICカードが必要である。そしてPC・携帯サイトでは、DAM★ともIDとclub DAM MEMBERSHIP IDを紐付ける機能が用意されており、紐付けが完了したDAM★ともIDは「レギュラー会員」として、録音曲の保存公開・マイページ上での採点ゲーム結果公開・キャンペーンへの応募といったフルサービスの利用が可能になる。
DAM★ともサイトに公式対応している環境は、Internet Explorer6.0以上とWindows Media Player 10以降をインストールしたWindows XP以降またはiOS 4以降搭載のApple製デバイス（iPhone・iPad・iPod touch）、Android 4.0以降搭載のデバイスと限られており、Mozilla FirefoxなどのInternet Explorer以外のブラウザやWindows・iOS・Android以外のOSでは録音された音源を再生することができない（音源を聴く以外の機能は利用できる）。

## 楽曲投稿
最大の売りは、会員がDAM★とも対応店で歌ったカラオケの音声を録音し、その中から希望するものをDAM★とも会員向けに公開できる機能。録音は基本的にDAMシリーズの中でも「Premier DAM」以降の機種で、なおかつclub DAM MEMBERSHIPへのログインが可能な環境（DAMステーションもしくはデンモクiD、デンモクiDS、Smart DAMの設置店）でのみ可能。
録音された音源は原則として録音から60日間保存されるほか、その中から最大10曲を別途「保存曲」として保存することが可能。一度「保存曲」となった曲は最終ログインから1年間保存される。保存曲から外したい場合は「保存解除」で外すことが可能で、保存解除された曲は解除された日から60日間保存される。なお月額課金コースに加入している場合は保存曲の上限が引き上げられる（300コースで30曲・500コースで60曲）
DAM★ともでは、端末からアップロードされた録音音源をサーバー側で128kbpsのWMAファイルに変換し、ストリーミング配信している。そのため、アップロードした音源を録音した会員自身がパソコン・携帯電話上から聞けるようになるまでには若干時間がかかる。さらに公開して全会員が聞けるようになるには、先述の事務局チェックにより公開設定から1週間程度かかる。
公開されている音源を視聴する場合には、視聴側も会員登録が必要となる（無料のライト会員でよい）。携帯電話からの視聴も可能だが、一部のキャリアではキャリア側の制限によって再生時間に制限がかかる場合がある。また配信されている音源は一般的な方法ではPC上に保存することができない。
また「保存曲」に関しては、他のDAM★とも会員向けに公開することが可能。公開の際には、歌詞どおり歌われているか、公序良俗に反するものでないか等について、必ず事務局側による録音内容のチェックが行われる。このため、公開申請から実際の公開までにはタイムラグが発生する。第一興商側の告知では1週間程度。開始当初は48時間を謳っていたが、公開曲数の多さから早々に1週間に変更された。一度チェックを通過し公開された楽曲は、非公開化した後に再度公開しても、再チェック無しで即座に公開される。

## その他の機能
他にも様々な機能が用意されている。
- あしあと - DAM★とも会員のマイページにアクセスしたり楽曲を視聴すると、マイページ・楽曲に自分の会員名とアクセス（視聴）日時が記される。
- お気に入り - 他のDAM★とも会員のマイページに表示されている「お気に入りに追加」リンクをクリックすると、無条件に追加できる。リストに追加されている会員が楽曲（動画）を公開するとマイページ上で通知される。登録人数は最大300人。
- リクエスト - 特定のDAM★とも会員に対し歌ってほしい曲をリクエストできる。月額課金コースに加入すると、リクエスト楽曲を公開した際にリクエスト主にお礼等定型文メッセージを送ることができる。
- ともだち - お気に入りの上位版。他のDAM★とも会員のマイページに表示されている「ともだち申請」ボタンをクリックし、定型文を添えてリクエストを送信する。リクエストが承認されるとリストに登録されるが、拒否された場合は登録されない。登録相手が楽曲（動画）を公開するとマイページ上で通知される他、登録会員の間でのみ視聴可能な楽曲（動画）も指定できる。無料コースの登録上限は5人だが、月額課金コースに加入すると上限が引き上げられる（300コースで50人・500コースで100人）。
- 多重おしらせ - 多重録音設定した楽曲が他のDAM★とも会員に多重録音されると、マイページ上で通知される。月額課金コース加入が必要。
- DAM★とも精密採点 - 録音時に精密採点DXによる採点を行い、その音源の採点結果を公開時に任意で表示させられる。月額課金コース加入が必要で、LIVE DAMでの録音のみ対応。